# P-500 Bazalt

Nákres střely P-1000 Vulkan

P-500 Bazalt (rusky: П-500 Базальт, kód NATO: SS-N-12 Sandbox, index GRAU: 4M80) je sovětská a ruská nadzvuková těžká protilodní střela, zavedená do služby u sovětského námořnictva v roce 1975. Ruské námořnictvo ji kategorizuje jako střelu operační. Jediným současným uživatelem střely je ruské námořnictvo – jsou umístěny na dvou raketových křížnících Projektu 1164 Atlant (16×), přičemž třetí jednotka (Varjag) nese vylepšenou verzi P-1000 Vulkan (index GRAU: 3M70) s větším doletem. V minulosti je nesly rovněž tři letadlové lodě Projektu 1143 (8–12×), ponorky Projektu 651 (8×) a jaderné ponorky Projektu 659 (8×). Střely ve službě nahradily starší typ P-6 (v kódu NATO SS-N-3A Shaddock) a jejich vývojová linie pokračovala těžším modelem P-700 Granit.
Střela byla vyvinuta konstrukční kanceláří NPO Mašinostrojenija (OKB-52). Vývoj začal roku 1963, do služby vstoupila roku 1975. Výroba dala okolo 500 kusů. Střela byla vyvinuta pro napadání amerických svazů těžkých letadlových lodí. Pro její značné rozměry je vhodná pouze pro velké lodě, raketové křížníky atd. V případě zařazení do výzbroje ponorek musely být střely vypouštěny po jejich vynoření, což je činilo zranitelnými. Americké námořnictvo reagovalo rozšířením zóny hlídkování protiponorkových letounů.
Střela má délku 11,7 metrů, průměr 0,88 metru, rozpětí ploch 2,6 metru a startovní hmotnost 4800 kg. Startuje pomocí raketového motoru a poté se pohybuje pomocí proudového motoru. Střela může nést konvenční hlavicí o hmotnosti 1000 kg či jadernou hlavici o ekvivalentu 500 kilotun TNT. Dolet střely je okolo 550 km. Nejvyšší rychlost je 2,5 M. Střela je vybavena aktivním radarovým naváděním, přičemž její trasu mohou upravovat naváděcí letouny Tu-95D či vrtulníky Ka-25 a Ka-27 pomocí datalinku. V případě útoku několika střel najednou letí jedna střela ve velké výšce, vyhledává radarem cíl a předává polohu cíle nízkoleticím střelám, pohybujícím se v pasivním režimu (radar aktivují až v závěrečné fázi útoku).